# Alex Scott (Bermudes)
Pour les articles homonymes, voir Scott et Alex Scott.
William Alexander Scott, dit Alex Scott, né en 1940 à Warwick, est un homme politique bermudien. Il est Premier ministre des Bermudes de 2003 à 2006.

## Biographie
William Alexander Scott naît à Warwick en 1940. Il suit ses études secondaires aux Bermudes, avant de partir étudié les Arts graphiques à l'Université Temple de Philadelphie. Il revient aux Bermudes en 1964 où il entame une carrière dans la publicité et les relations publiques.
En 1985, il est désigné pour siéger au Sénat des Bermudes par le Parti travailliste progressiste (PLP). En 1989, il devient le chef de l'opposition au Sénat. En 1993, il est élu à l'Assemblée des Bermudes. Quand le PLP remporte les élections de 1998, il devient ministre des Travaux publics. Sa principale réalisation est alors la construction d'un nouveau campus pour le Berkeley Institute, un des lycées les plus prestigieux des Bermudes. Ce chantier a souffert de multiples retards et malfaçons qui ont gravement augmenter son coût.
En 2003, à la suite d'une scission à l'intérieur du parti, il est élu chef du PLP et renverse Jennifer M. Smith qui venait de remporter les élections comme Premier ministre des Bermudes. Durant son mandat, il lance plusieurs réformes sociales, mais aussi une campagne pour promouvoir l'indépendance vis-à-vis du Royaume-Uni. Cette campagne est très critiquée, y compris à l'intérieur du Parti, et le style autoritaire de direction d'Alex Scott fait qu'il est destitué de son poste de chef du PLP lors d'une conférence du parti en 2006. Il est alors remplacé par Ewart Brown.
En 2013, il est fait commandeur de l'ordre de l'Empire britannique.